# Chuhuiv
Chuhuiv (em ucraniano:   Чугуїв) ou Chuguev (em ucraniano:   Чугуев) é uma cidade da Ucrânia, situada no Oblast de Carcóvia. Tem 12,77 km² de área e sua população em 2020 foi estimada em 31.861 habitantes. É afamada por ser o local de nascença do mundialmente conhecido pintor Ilia Repin.